# Liste des cathédrales du Belize
Cet article recense les cathédrales du Belize.
Le Belize, un royaume du Commonwealth, possède sur son territoire plusieurs cathédrales.

## Catholique romain
À l’Église catholique se rattachent :
- la cathédrale du Saint-Rédempteur (en) de Belize City ;
- la cocathédrale Notre-Dame-de-Guadalupe (en) de Belmopan.

## Anglican
À l’Église anglicane se rattache :
- la cathédrale Saint-Jean (en) de Belize City.